# Мерзин, Леонхард Рихардович
Леонха́рд Ри́хардович Ме́рзин (эст. Leonhard Merzin; 10 февраля 1934, Роэла, Ляэне-Вирумаа — 2 января 1990, Тарту) — эстонский советский актёр театра и кино, театральный режиссёр, художник.

## Биография
Родился в посёлке Роэла. В 1964 году окончил училище культурно-просветительской работы в Вильянди.
С 1960 по 1974 год выступал на сценах разных театров Эстонии, в том числе «Ванемуйне», «Раквере» и «Угала» (эст.).
С 1968 года являлся режиссёром Народного театра имени Эдуарда Вильде. В дальнейшем занимался оформлением спектаклей в качестве художника-сценографа. Кроме того, был автором нескольких рассказов и пьес.
Скончался 2 января 1990 года на 56-м году жизни.
Дочь — Хелена Мерзин-Тамм (род. 1972), театральная актриса.

## Фильмография
1. 1964 — Новый нечистый из преисподней — друг Антса, нет в титрах
2. 1965 — Холодная земля (ТВ) — Яан
3. 1968 — Безумие — Христос, нет в титрах
4. 1968 — Лесная легенда — Яссь (озвучивание — Владимир Ферапонтов)
5. 1968 — Люди в солдатских шинелях — Мянд
6. 1968 — Мёртвый сезон — отец Мортимер (озвучивание — Армен Джигарханян)
7. 1969 — Гладиатор (озвучивание — Виктор Рождественский) — Лаар
8. 1969 — Весна — Лаур, учитель
9. 1970 — Король Лир — Эдгар, сын Глостера (озвучивание — Эммануил Виторган)
10. 1970 — Риск — советский разведчик, он же майор Курц
11. 1971 — Возвращение к жизни — Арно
12. 1972 — В чёрных песках — командир
13. 1972 — Гонщики — Бруно Лоренц, гонщик
14. 1972 — Сойти на берег — Март (озвучивание — В. Костин)
15. 1973 — Дмитрий Кантемир — Русете
16. 1973 — Красный агат — Никола, лётчик-испытатель
17. 1973 — Опознание — Петер
18. 1974 — Опасные игры — «2241» (озвучивание — Юрий Боголюбов)
19. 1975 — Бриллианты для диктатуры пролетариата — Огюст
20. 1975 — Воздухоплаватель — Шарль Риго
21. 1975 — Доверие — Юкка Рахья
22. 1975 — Конь, ружьё и вольный ветер — Козма
23. 1976 — Меня ждут на земле — Белоусов, полковник
24. 1976 — Обычный месяц — Игорь Петрович Шатунов (озвучивание — Игорь Ефимов)
25. 1978 — Огонь в глубине дерева — отчим
26. 1978 — Отряд особого назначения — Озворин, руководитель группы
27. 1979 — Задача с тремя неизвестными — Андрей Дмитриевич Дорохов, майор уголовного розыска, старший следователь (озвучивание — Рудольф Панков)
28. 1980 — Личной безопасности не гарантирую… — Евгений Краковский, он же «Хряк», главарь банды
29. 1980 — Частное лицо — Анатолий Дмитриевич Спиридонов, он же Пётр Ефимович Корзун, спортивный тренер, преступник (озвучивание — Владимир Ферапонтов)
30. 1981 — Третье измерение — Осокин, контр-адмирал
31. 1981 — Куда исчез Фоменко? — сослуживец, нет в титрах
32. 1986 — Гонка века — Дональд Кроухёрст, механик